# Псковско-ливонская война (1322—1323)
Псковско-ливонская война — военный конфликт между Псковской республикой и Ливонским орденом, происходивший в 1322—1323 годах.
Инициатором военных действий стала ливонская сторона осенью 1322 года.
Осада Пскова ливонцами, начавшаяся 11 мая 1323 года и длившаяся 18 дней, была сорвана.
Пскову военную поддержку оказал естественный союзник Великое княжество Литовское, а также архиепископство Рижское в ходе Гражданской войны в Ливонии.
Война закончилась примирением сторон.